# تلين العظام الورمي
تلين العظام الورمي المعروف أيضًا باسم تلين العظام الناجم عن نقص فوسفات الدم، وهو اضطراب غير شائع يؤدي إلى زيادة إفراز الفوسفات الكلوي ونقص فوسفات الدم وتلين العظام وقد يكون سببه ورم اللحمة المتوسطة الفوسفاتوري.

## العلامات والأعراض
يعاني المرضى البالغون من تفاقم آلام العضلات وآلام العظام والتعب الذي يتبعه كسور متكررة ويصاب الأطفال بصعوبة في المشي وتوقف النمو وتشوهات الهيكل العظمي (سمات الكساح).

## السبب
عادة ما يشار إلى لين العظام الناجم عن الورم على أنه ظاهرة الأباعد الورمية ومع ذلك فإن الأورام عادة ما تكون حميدة والأعراض ناتجة عن لين العظام أو الكساح  ويعتبر ورم اللحمة المتوسطة الحميد أو ورم النسيج الضام المختلط (عادةً ورم اللحمة المتوسطة الفوسفاتوري  وورم الخلايا الحوطية) أكثر الأورام المرتبطة شيوعًا  كما تم الإشارة أيضًا إلى ارتباط الأورام الخبيثة باللحمة المتوسطة ، مثل الساركوما العظمية والساركوما الليفية  وقد يكون تحديد مكان الورم صعبًا وربما يتطلب تصوير الجسم بالكامل بالرنين المغناطيسي ، ويمكن أن تُعبّر بعض الأورام عن مستقبلات السوماتوستاتين ويمكن تحديد موقعها عن طريق مسح أوكتريوتيد.
ورم اللحمة المتوسطة الفوسفاتوري هو ورم حميد نادر للغاية يصيب الأنسجة الرخوة والعظام والذي ينتج إف جي إف ٢٣ (هرمون مشتق من العظام يمنع إعادة امتصاص الفوسفات وتخليق هرمون فيتامين د في الكلى) بشكل غير مناسب، وقد يتسبب هذا الورم في تلين العظام الورمي ـ متلازمة الأباعد الورميةـ عن طريق إفراز إف جي إف ٢٣ الذي له نشاط فوسفاتوري (عن طريق تثبيط إعادة الامتصاص الأنبوبي الكلوي للفوسفات والتحويل الكلوي لـ ٢٥-هيدروكسي فيتامين د إلى ١.٢٥-ديهيدروكسي فيتامين د) ويمكن أن تكون تأثيرات الأباعد الورمية منهكة ولا يتم عكسها إلا عند اكتشاف الورم واستئصاله جراحيًا.

## نشوء المرض
يمنع إف جي إف ٢٣ نقل الفوسفات في النبيبات الكلوية ويقلل من إنتاج الكالسيتريول عن طريق الكلى وتم تحديد إنتاج الورم لـإف جي إف ٢٣ وإس إف آر بي ٤ (عامل ينتج عن الأورام المشتقة من تلين العظام الورمي وله نشاط فوسفاتوري)  وإم إي بي إي (جين جديد معبر عنه في نخاع العظام وفي الأورام المسببة لتلين العظام)  كعوامل مسببة محتملة لنقص فوسفات الدم.

## التشخيص
تكشف الدراسات البيوكيميائية عن نقص فوسفات الدم (انخفاض فوسفات الدم) وارتفاع الفوسفاتيز القلوي وانخفاض مستويات المصل ثنائي هيدروكسي فيتامين د ١.٢٥، ولا تشمل الاختبارات المعملية الروتينية مستويات الفوسفات في الدم ويمكن أن يؤدي ذلك إلى تأخير كبير في التشخيص وحتى عند قياس انخفاض الفوسفات، غالبًا ما يتم تجاهل أهميته أما الاختبار التالي الأكثر ملاءمة فهو قياس مستويات فوسفات البول فإذا كان هناك ارتفاع غير مناسب في فوسفات البول (بيلة فوسفاتية) في حالة انخفاض مصل الفوسفات (نقص فوسفات الدم)، يجب أن يكون هناك شك كبير في لين العظام الناجم عن الورم ويمكن قياس إف جي إف ٢٣(انظر أدناه) لتأكيد التشخيص ولكن هذا الاختبار غير متاح على نطاق واسع.
وبمجرد تحديد نقص فوسفات الدم والبيلة الفوسفاتية، يجب أن يبدأ البحث عن مسببات الورم وهي صغيرة ويصعب تحديدها، ويعد التصوير المقطعي بالإصدار البوزيتروني مع استخدام صبغة الغاليوم -ـ٦٨ دوتا-أوكتريوتات المشعة أفضل طريقة لتحديد موقع هذه الأورام  وإذا لم يكن هذا الفحص متاحًا، فإن الخيارات الأخرى تشمل مسح اوكتريوتيد مع استخدام صبغة الأنديوم١١١ المشعة أو التصوير المقطعي المحوسب لكامل الجسم أو التصوير بالرنين المغناطيسي.

### التشخيص التفريقي
تتطابق كيمياء المصل في تلين العظام الناجم عن الورم و كساح نقص فوسفات الدم المرتبط بالصبغي إكس و كساح نقص فوسفات الدم الصبغي الجسدي السائد، ويمكن أن يكون التاريخ العائلي السلبي مفيدًا في التمييز بين لين العظام الناجم عن الورم وبين كساح نقص فوسفات الدم المرتبط بالصبغي إكس و كساح نقص فوسفات الدم الصبغي الجسدي السائد وإذا لزم الأمر يمكن استخدام الاختبار الجيني لبي إتش إي إكس ( الجين المنظم للفوسفات مع التماثلات لأنزيم الإندوبيبتيداز على الصبغي إكس ) لتشخيص كساح نقص فوسفات الدم المرتبط بالصبغي إكس بشكل قاطع أما اختبار الجين إف جي إف ٢٣ سيحدد المرضى المصابين بكساح نقص فوسفات الدم الصبغي الجسدي السائد .

## العلاج
استئصال الورم هو العلاج المثالي ويؤدي إلى تصحيح نقص فوسفات الدم (وانخفاض مستويات الكالسيتريول) في غضون ساعات من الاستئصال وقد يستغرق حل تشوهات الهيكل العظمي عدة أشهر.
إذا تعذر تحديد مكان الورم، يبدأ العلاج بالكالسيتريول (١-٣ ميكروغرام / يوم) والفوسفور (١-٤ جرام / يوم مقسمة على جرعات) وقد تستجيب الأورام التي تفرز مستقبلات السوماتوستاتين للعلاج بأوكتريوتيد وإذا استمر نقص فوسفات الدم على الرغم من مكملات الكالسيتريول والفوسفات، فقد ثبت أن إعطاء دواء سيناكالسيت سيكون مفيداً.

## الثقافة الشعبية
في الموسم الثاني من مسلسل رويال بينز على قناة يو اس آى نيتورك، تقوم ريشما شيتي (بدور ديفيا كاتدار) بتشخيص مطاردة العواصف (جيمي راي نيومان) بالكسور المتكررة لتلين العظام الناجم عن الورم.